# Anna Niesterowicz
Anna Niesterowicz (ur. 1974) – polska artystka wizualna.
Po studiach na Akademii Sztuk Pięknych w Warszawie w 2000 roku tworzyła hafty i rysunki komentujące rzeczywistość, jednak głównym obszarem jej twórczości stały się filmy wideo i instalacje, często oparte na doświadczeniach autobiograficznych. Poruszała tematy komunizmu, seksualności, przemocy wobec kobiet, pracy instytucji artystycznych. Z czasem zwróciła się ku analizie języka i jego funkcji propagandowych. W pracach wykorzystywała m.in. motywy z kultury hip-hopowej, kabały, historii Śląska, treści antysemickie, mizoginiczne i postkolonialne. W 2025 zaprezentowała wystawę kolaży i monotypii opartych na osobistych przeżyciach. Mieszka i pracuje w Warszawie.

## Życie i twórczość
W latach 1995–2000 studiowała na Wydziale Rzeźby ASP w Warszawie. W 2000 uzyskała dyplom w pracowni prof. Grzegorza Kowalskiego (tzw. Kowalni). Jej pracą dyplomową była instalacja wideo Ciemność i pleśń, oparta na wątkach autobiograficznych. Była stypendystką Polish Culture Foundation (2001) i rezydentka IAAB w Bazylei (2003).
Początkowo tworzyła haftowane obrazy na papierze (2000) i płótnie (2001), w których przedstawiała sceny miejskie i obyczajowe, a także abstrakcyjne rysunki na papierze, komentujące jednak rzeczywistość przy wykorzystaniu różnego rodzaju wykresów i wzorów chemicznych. Do jej najważniejszych prac należą jednak filmy wideo i instalacje.
W pierwszej fazie twórczości jej prace miały często rys autobiograficzny. W filmie Gierek z 2000 pokazała doświadczenie komunizmu, wykorzystując dokumentację telewizyjną z wizyty tego polityka w przedszkolu, do którego chodziła artystka (jest widoczna w scenie, w której I sekretarz obejmuje ją w propagandowym geście). Odwoływała się do doświadczeń seksualnych (film Do krwi ostatniej (2000) ze sceną stosunku seksualnego, film Beaver (2001) z niekończącą się sceną ściągania bielizny), w wykorzystującym sceny z popularnego serialu tryptyku 07 zgłoś się (Bierze mnie pan?, Ja w ogóle nie mam prawa jazdy i Zrób jej tak jak w kinie) z 2001 podejmowała m.in. problem fetyszyzacji przemocy wobec kobiet. Film Nieprawdziwy zamek pokazywał niewidoczną biurową codzienność funkcjonowania Centrum Sztuki Współczesnej Zamek Ujazdowski.
Stopniowo zainteresowania artystki przesunęły się w stronę zagadnień związanych z językiem i jego wykorzystaniem w celach propagandowych, w tym stygmatyzującym. Film HH (2002) poświęciła językowi młodzieży z kręgów kultury hip-hopowej. Prace z wystawy Logical Cooking (2003) inspirowane były kabałą i wirusologią.  W pracy Polska część Śląska (2005) wykorzystała m.in. neon z tytułowym hasłem wiszącym na budynku o zmieniającej się, wpierw niemieckiej, a następnie polskiej historii, oraz dwie mapy – jedną z legendą używającą wieloznacznego słowa „hanysy”, drugą pozbawioną jakichkolwiek nazw, a przez to odrealnioną i utopijną.  W filmie i instalacji Hańba (2006) pokazywała przedwojenne pisma antysemickie, zestawiając je z treścią współczesnych forów internetowych, a także peerelowskie druki propagandowe wymierzone w zachodni imperializm i mizoginiczne żarty rysunkowe. Film Minstrel Show (2009) nakręcony z Łukaszem Guttem podejmuje temat stygmatyzacji, odwołując się do dyskursu postkolonialnego. W 2025 powróciła z wystawą 20 MG OK, na której pokazała prace w technikach kolażu i monotypii, odwołujące się do doświadczeń autobiograficznych (artystka nazwała je „zapiskami z PTSD”).
Prowadziła blog (autobus.blog.pl), w którym zamieszczała swoje miejskie obserwacje. 
Artystka mieszka i pracuje w Warszawie.

### Wystawy indywidualne
- 2025: 20 MG OK, Fundacja Galerii Foksal, Warszawa[5].
- 2006: Hańba, Fundacja Galerii Foksal, Warszawa[6];
- 2005: Polska część Śląska, Bytomskie Centrum Kultury[2];
- 2004: Common Germ, Galerie Jesco von Puttkamer, Berlin[1];
- 2003: Logical Cooking, Fundacja Galerii Foksal, Warszawa[2]
- 2002: Nieprawdziwy zamek, Galeria Laboratorium, Centrum Sztuki Współczesnej, Warszawa[2]
- 2001: Calling 07/07 Zgłoś się, Transmission Gallery, Glasgow[2];
- 2000: Ciemność i pleśń, Galeria Foksal, Warszawa[2];